# Norberto Rivera Carrera
Norberto Rivera Carrera (Tepehuanes, 6 juni 1942) is een Mexicaans geestelijke en een kardinaal van de Rooms-Katholieke Kerk.
Rivera Carrera studeerde klassieke oudheid, filosofie en theologie aan het seminarie van Victoria de Durango, en behaalde een doctoraat in de theologie aan de Pontificia Università Gregoriana in Rome. Op 3 juli 1966 werd hij priester gewijd. In de daaropvolgende jaren werkte hij aan verscheidene katholieke opleidingsinstituten.
Op 5 november 1985 werd Rivera Carrera benoemd tot bisschop van Tehuacán; zijn bisschopswijding vond plaats op 21 december 1985. Hij werd op 13 juni 1995 benoemd tot aartsbisschop van Mexico-Stad.
Rivera Carrera werd tijdens het consistorie van 21 februari 1998 kardinaal gecreëerd. Hij kreeg de rang van kardinaal-priester. Zijn titelkerk werd de San Francesco a Ripa. Hij nam deel aan de conclaven van 2005 en 2013.
Rivera Carrera ging op 7 december 2017 met emeritaat. Op 6 juni 2022 verloor hij - in verband met het bereiken van de 80-jarige leeftijd - het recht om deel te nemen aan een toekomstig conclaaf.
- Gemeinsame Normdatei: 1020382589
- International Standard Name Identifier: 0000 0003 8142 5088
- Library of Congress Control Number: no2003026255
- Nederlandse Thesaurus van Auteursnamen: 26063428X
- Istituto Centrale per il Catalogo Unico: IEIV084833
- Virtual International Authority File: 261366626
- WorldCat: E39PBJmDqkCxKMBj39KMQ38jYP